# Ezrael
Ezrael wird in der äthiopischen Version der apokryphen Schrift Offenbarung des Petrus als der Zornengel Gottes bezeichnet. Der Name erscheint fünf Mal im Text (7,10; 9,1; 10,5; 11,4; 12,3). Möglicherweise erhielt er über den islamischen Todesengel ʿIzrā'īl Einzug in den äthiopischen Text. Die Ursprungsform war wahrscheinlich Asriel.
Als Todesengel bestraft er die Sünder am Jüngsten Tag.
Ezra (hebräisch עֶזְרָא m.) ist ein Vorname aus dem Hebräischen mit der Bedeutung Hilfe (hebräisch עֶזְרָא f.). In den semitischen Sprachen ist „El“ eine allgemeine Bezeichnung für Gott.